# Szófia tömegközlekedése
Szófia tömegközlekedése a modern értelemben 1901-ben indult az első villamosok üzembe helyezésével.  Főleg külföldi villamosok közlekedtek, de 1951-től mintegy negyven évig bolgár gyártású járművekkel is rendelkezett a város. 2016-ban 14 villamosvonal működött Szófiában. 1935-ben indult meg a buszközlekedés, kevés járattal, melyeket fokozatosan fejlesztettek. Számos magyar Ikarus-modell is közlekedett a szófiai utakon. 2016-ban 96 buszjárat közlekedik a városban és az elővárosokban. Szófiából a távolsági buszok a Központi, Déli és Nyugati buszpályaudvarról indulnak, a nemzetközi járatokat jobbára a Szerdika buszpályaudvar szolgálja ki. A trolibuszok 1941 óta járnak a bolgár fővárosban, hazai és más külföldi gyártmányok mellett Ikarus típusú trolijai is voltak a városnak. 2016-ban kilenc trolijárat közlekedik. A szófiai metró két vonallal rendelkezik, a harmadik építése 2016-ban indult. Segítségével el lehet jutni a szófiai repülőtérre is, ahonnan belföldi és külföldi járatok közlekednek. A Központi pályaudvarról nemzetközi vonatok is indulnak, többek között Budapestre is. A városban taxik és iránytaxik is igénybe vehetőek.

## Villamoshálózat

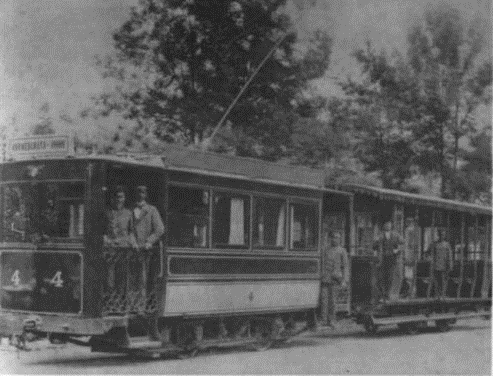
Az első villamosok egyike 1901-ben

Szófia villamoshálózatának kiépítése az elektromos áram bevezetésével egy időszakra tehető. A város 1898-ban egy francia és egy belga céget szerződtetett az elektromos hálózat és a villamosvonalak kiépítésére. Utóbbi cég használt villamosokat hozatott Belgiumból. 35 darab villamos állt szolgálatba összesen 23 kilométert kitevő hat vonalon 1901-ben. A villamosok eleinte lassúak voltak, rendszertelenül jártak és rövid távolságot tettek csak meg, így sokan inkább a gyaloglást választották. A járműveknek ekkor inkább szimbolikus jelentése volt: a modern Európához kapcsolták Bulgáriát. 1944-ig ugyan meghosszabbították a vonalakat, azok így sem értek el a külvárosokba. Később az utasforgalom nőni kezdett, új kocsikat vásároltak, Siemens és Zeppelin típusúakat.
1951-ben Bulgária legyártotta az első teljesen saját tervezésű villamosát, a Republik-ot, melyet a szocializmus idejében több saját gyártmányú kocsi is követett. Korábban az 1930-as években már alakítottak át forgalomból kivont külföldi járműveket. 1986-ban szolgálatba álltak az első T6M-700 típusú villamosok, 1989 és 1991 pedig cseh Tatra T6B5 és Tatra T6A2 villamosokat is vásároltak. 1991-ben a bolgár villamosgyártás teljesen megszűnt. 1995-ben a 22-es villamosvonal is elindult a városban, amihez DÜWAG gyártmányú használt német villamosokat vásárolt a város. A 2000-es években T6A2-BG és Halléből vásárolt, felújított Tatra T4D-C villamosokkal bővült a flotta.
2016-ban 14 villamosvonalon közlekednek szerelvények.

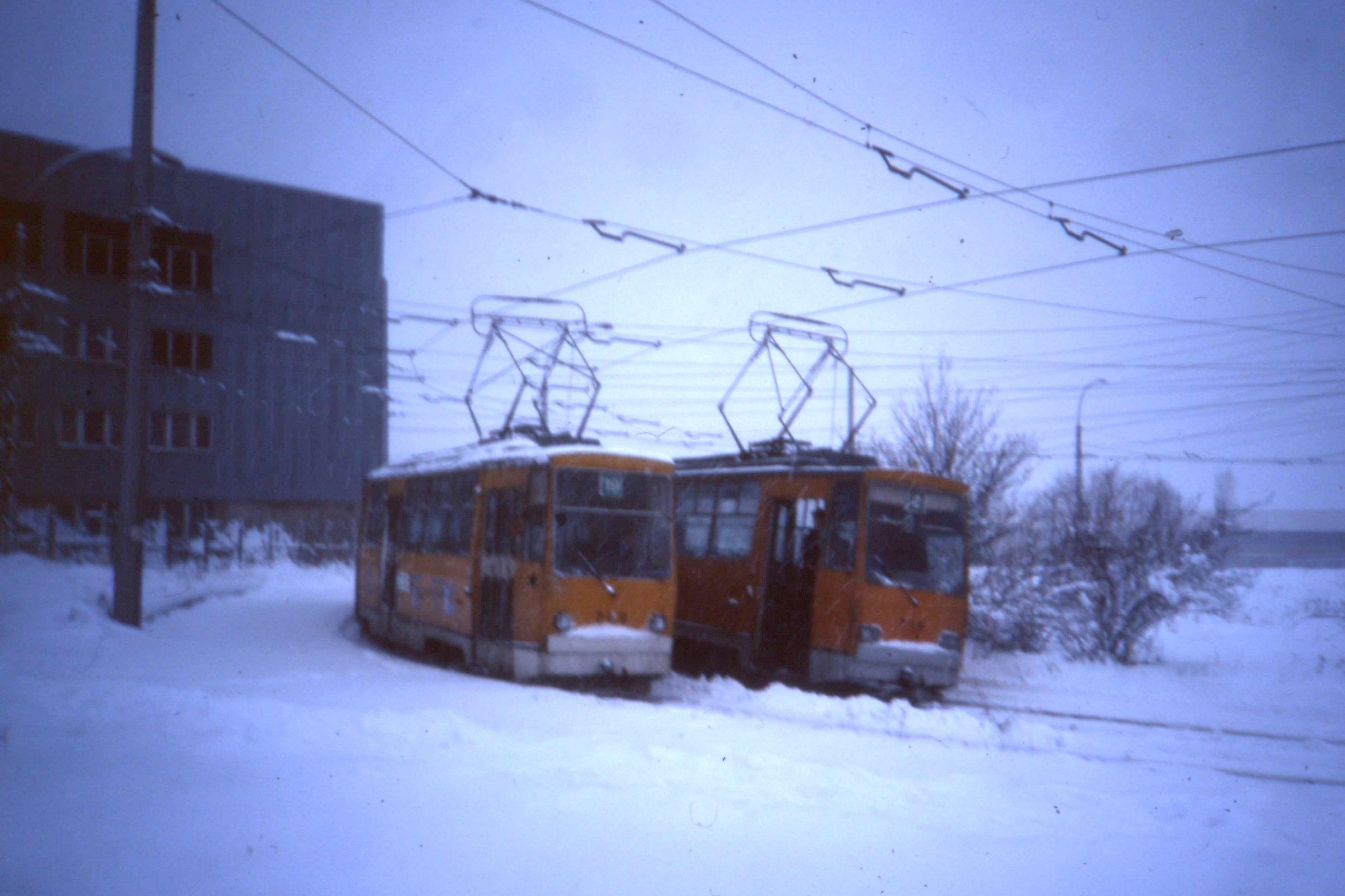
T6M-700 típusú bolgár villamosok 1995-ben
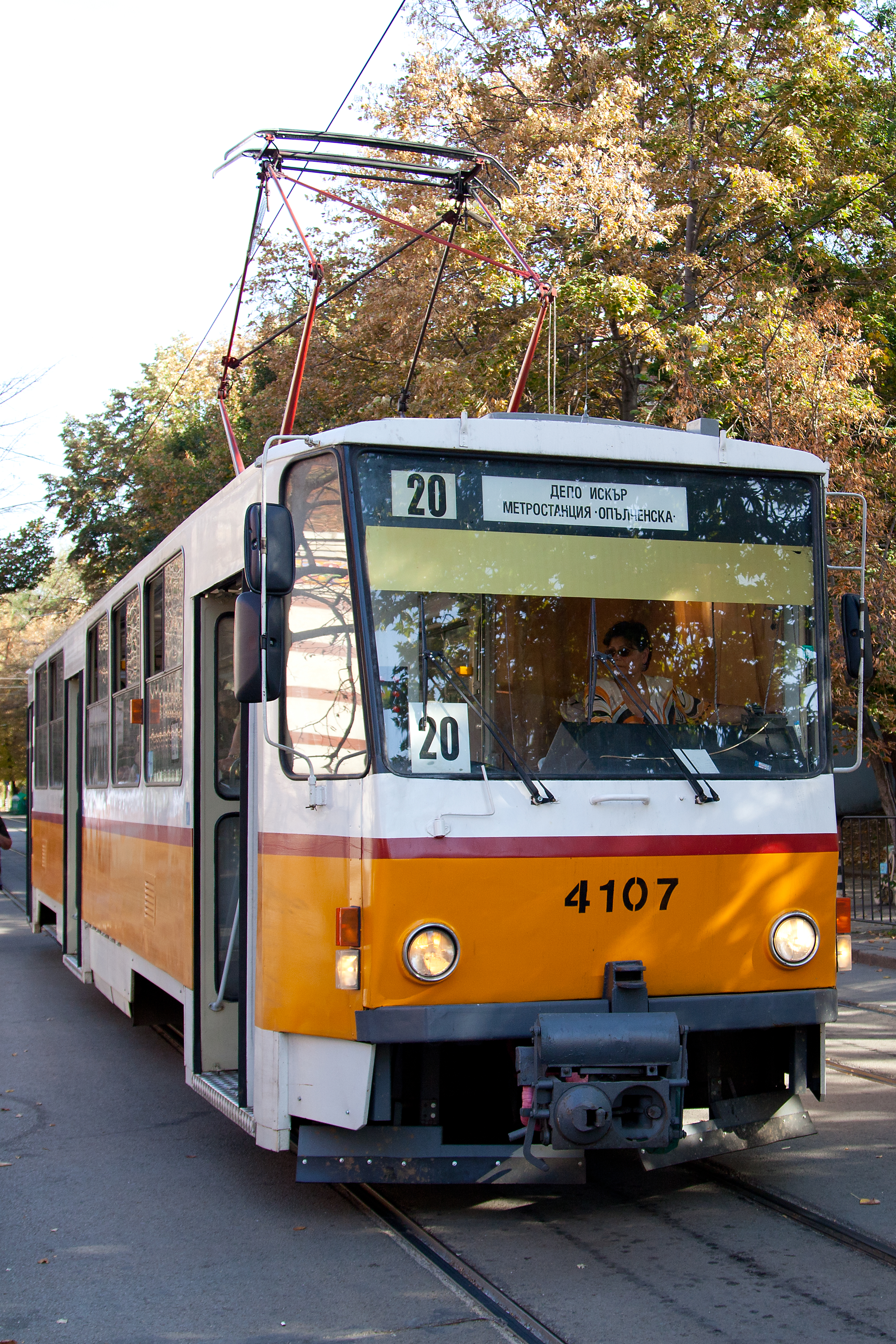
Tatra T6B5 villamos 2012-ben
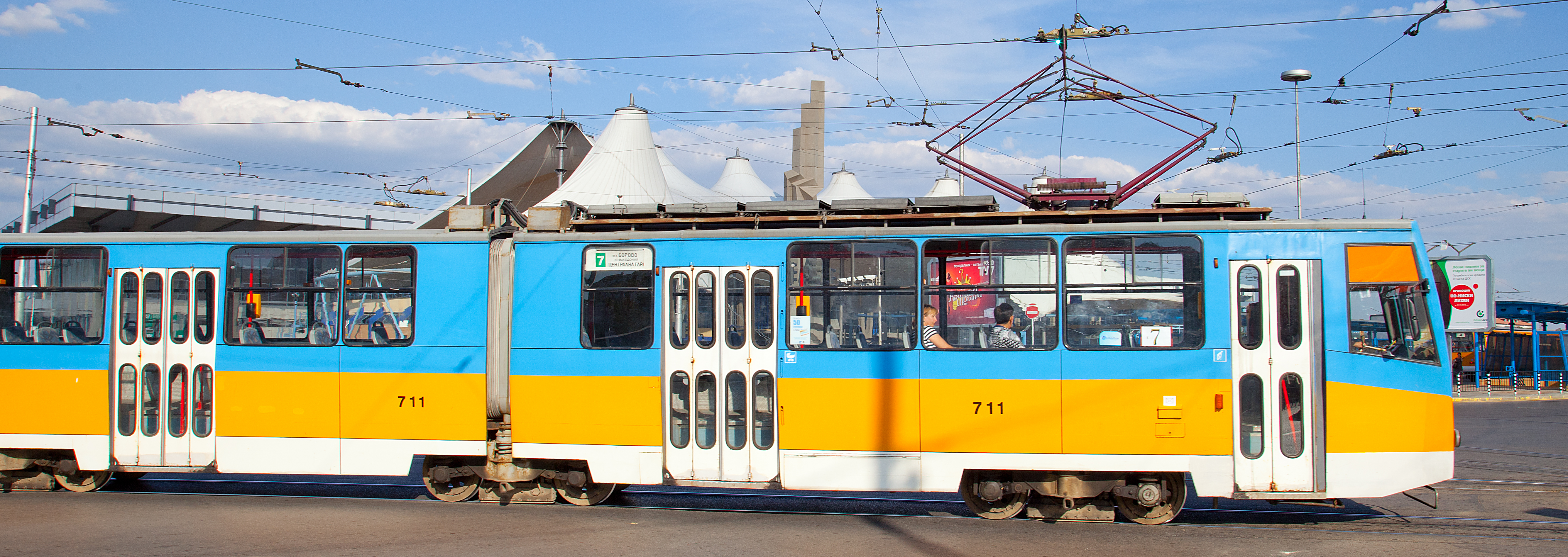
Villamos a Központi pályaudvar előtt

## Trolibuszhálózat

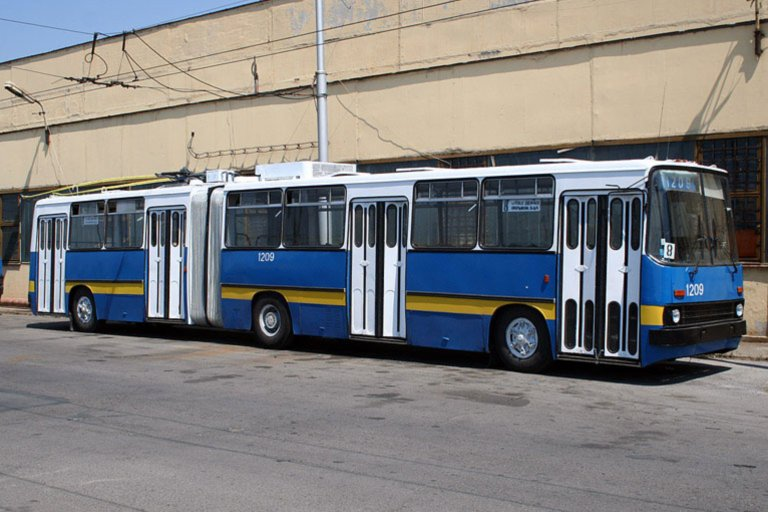
Magyar Ikarus 280T trolibusz Szófiában

Az első trolibuszok 1941-ben indultak el Szófiában, akkor még csak egyetlen járat működött két busszal, egy 3,3 km-es szakaszon. 1947-től megindult a fejlesztés, 10 szovjet járművel, 1951-ben pedig a TB-51 típussal megkezdték bolgár trolibuszok gyártását. Ettől függetlenül továbbra is vásároltak járműveket külföldről, MAN és Škoda típusúakat, majd az 1980-as évek közepén 151 darab Ikarus 280T-t is beszereztek. 2002-ben a trolivonalak száma 10 volt, a hosszuk pedig meghaladta a 105 kilométert; 111 jármű közlekedett a vonalakon. 2006-ban 193 kilométeren 102 jármű közlekedett. 2016-ban kilenc vonal működik.

## Buszhálózat

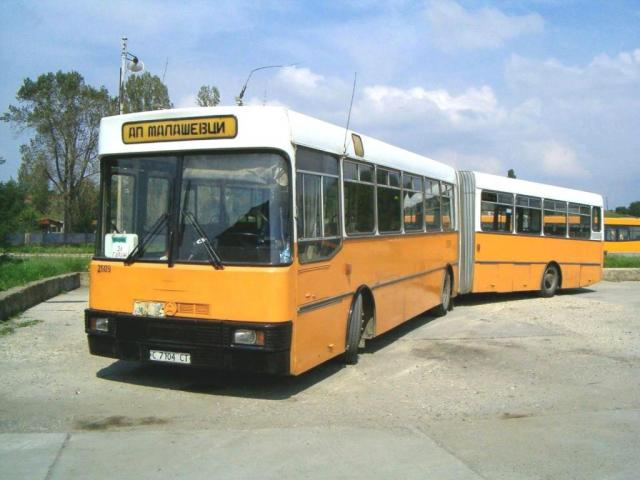
Csavdar 141 típusú bolgár gyártmányú busz Szófiában

Az első buszokat viszonylag későn, 1935-ben állították szolgálatba a bolgár fővárosban, később hat új vonal nyílt meg, összesen mintegy 23 kilométerrel, 10 járművel. 1940-ig még 10 MAN és 6 Mercedes buszt rendeltek. A háború alatt számos jármű tönkrement, a maradékok nagy részéhez pedig nem volt alkatrész, így 1944 és 1946 között nyolc jármű közlekedett Szófiában. 1949-ben 15 darab LAZ típusú buszt vásároltak Ukrajnából, majd egy évvel később 11 darab Škoda buszt. 1964-ben a botevgradi gyárban megindult a Csavdar típusú bolgár buszok gyártása, 1968-ban pedig Ikarus 180 típusú magyar csuklós buszokat importáltak. 1974-ben 100 darab Ikarus 280 állt forgalomba. 1988-ra már 872 csuklós busz futott a fővárosi utakon. 1996-ban új Csavdar buszok készültek a botevgradi gyárban. A régi Ikarus és Csavdar buszokat használt Mercedes és MAN buszokra cserélték a 90-es évek végén. 2002-ben 95 útvpnalon 463 jármű közlekedett 1210 kilométeren. 2006-ra 2380 kilométerre nőtt a vonalak hossza és 554 busz közlekedett. 2016-ban 96 buszjárat működik a városban és az elővárosokban.
Szófiából a távolsági buszok a Központi, Déli és Nyugati buszpályaudvarról indulnak, a nemzetközi járatokat jobbára a Szerdika buszpályaudvar szolgálja ki. Az állami buszok mellett járatokat magántársaságok is üzemeltetnek (például Union-Ivkoni, Biomet, Etap-Grup), a jegyeket ezek irodáiban, a pályaudvarokon és a buszsofőrnél is meg lehet venni. Néhány társaság esetében online is lehet jegyet foglalni. A nemzetközi célállomások között van Szaloniki, Isztambul, Bukarest, Szkopje és Belgrád.

## Metró

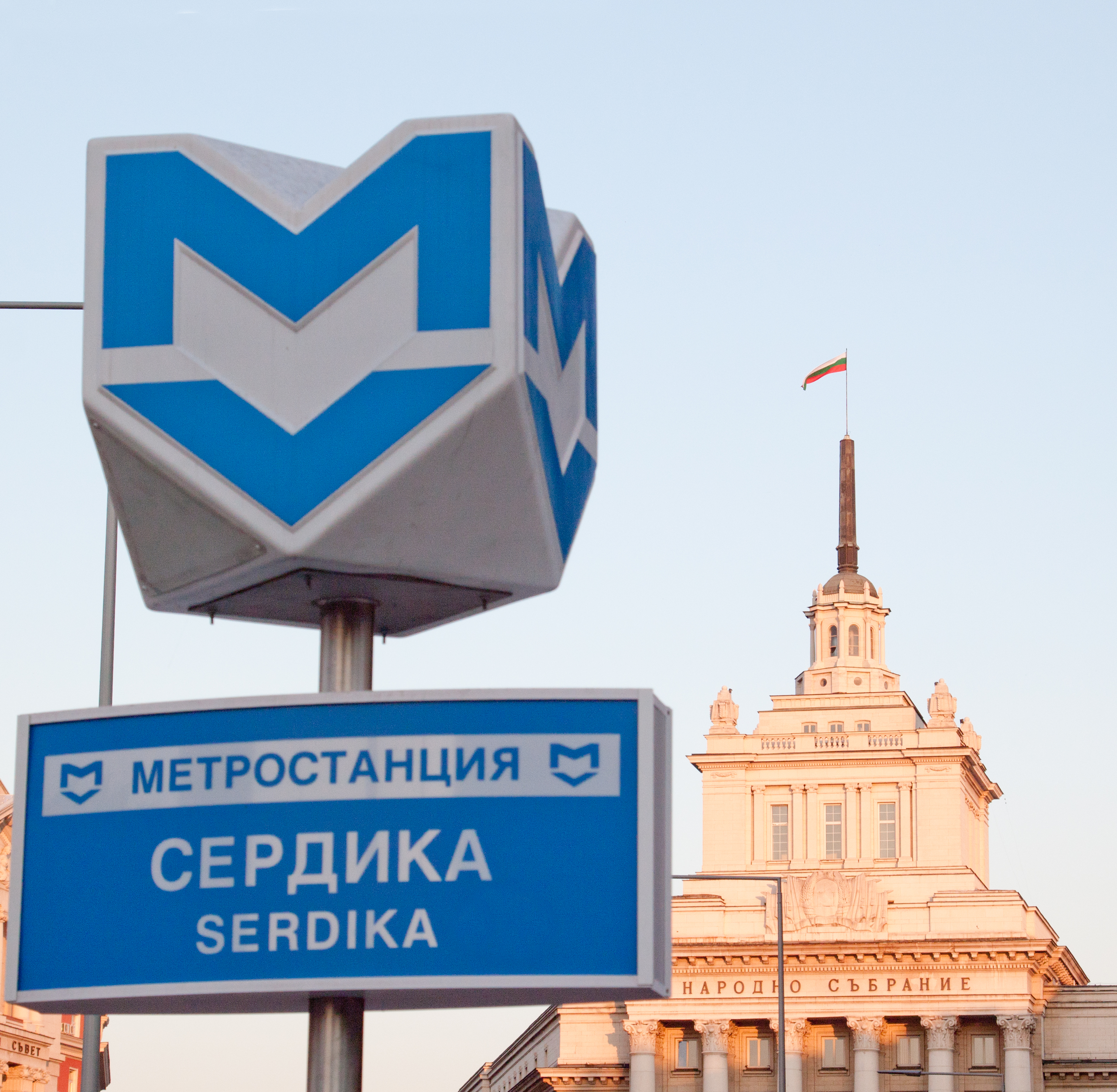
A metróállomások jelzése Szófiában

1998-ban adták át a szófiai metró első hat kilométeres szakaszát. Ezt később bővítették, majd 2012-ben átadták a második, 11 állomásos vonalat. 2015 áprilisában egy öt kilométeres, négy állomásos szakasszal bővült az első vonal a szófiai repülőtérig. 2016-ban megkezdődött a harmadik vonal építése.

## Vasúti közlekedés
Szófia központi pályaudvaráról belföldi és nemzetközi vonatok indulnak. A két fő belföldi vonal a Szófia–Várna és a Szófia–Burgasz vonal. A pályaudvarról metróval lehet eljutni a szófiai repülőtérre. Nemzetközi vonatok Budapestre, Szalonikibe, Isztambulba, Bukarestre és Belgrádba indulnak innen.

## Légi közlekedés

A szófiai repülőtér 2-es terminálja

A szófiai repülőteret 1937-ben nyitották meg. Miután 2006 végén második terminálját is átadták, az országos légi utasforgalom nőni kezdett; 2008-ban 6 595 790 főre, 2011-re pedig 6 894 054 főre emelkedett. A nagyobb utasforgalom egyik oka a reptéri bővítés mellett a nemzetközi célállomások számának növekedése volt. A szófiai repülőtér utasforgalma 2015-ben 4 064 755 fő volt. A repülőtér megközelíthető metróval, valamint a 84-es és 384-es buszokkal. A repülőtér belföldi és nemzetközi forgalmat egyaránt bonyolít.

## Taxi és iránytaxi

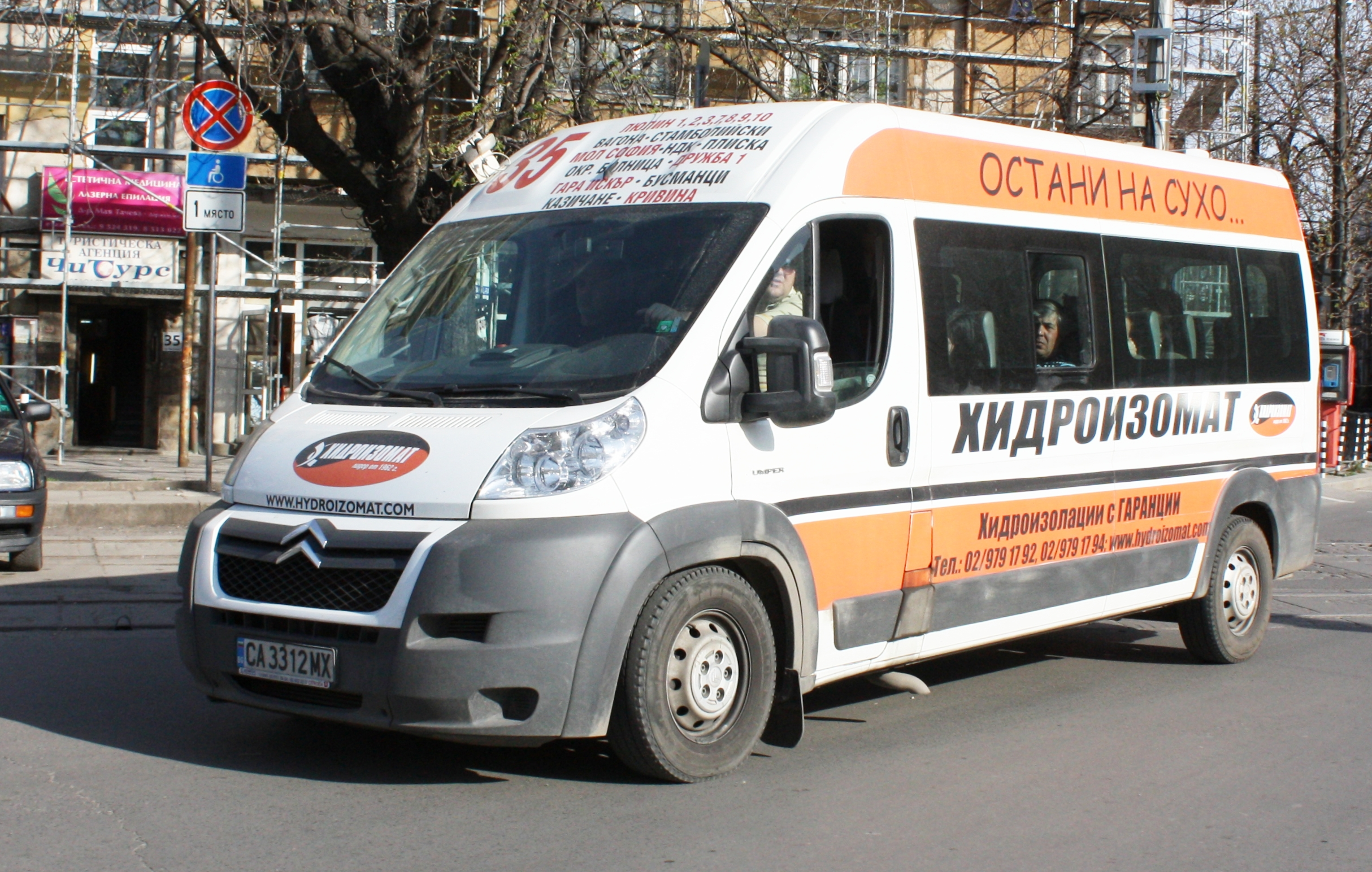
Marsrutka

Szófiában körülbelül 4800 sárga taxi közlekedik, olcsónak számítanak, 2015 júliusi adatok szerint a belvárosban körülbelül 6 leváért, a városhatáron belül kevesebb mint 15 leváért lehet igénybe venni. Egyedül az OK Supertrans vállalt taxijai vehenek fel utasokat a repülőtéren és a központi vasútállomásnál. Taxit telefonon és mobilapplikáció segítségével is lehet hívni. A taxisoknak kötelező a taxióra használata. Szófiába több, licenccel nem rendelkező „áltaxi” is működik, melyek az ismert taxitársaságokhoz hasonló néven és logókkal működnek, ezek a taxisok sokszorosát is elkérik az átlagos viteldíjnak.
Szófiában iránytaxik (marsrutka) is közlekednek.

## Jegyrendszer
A felszíni és a metróközlekedést két külön cég kezeli. A buszokra, trolikra és villamosokra érvényes egyszeri utazásra jogosító jegyeket és többszöri utazásra jogosító elektronikus kártyákat, valamint a metróra érvényes jegyeket és kártyákat külön lehet megvásárolni, vannak azonban olyan kártyák is, amelyek a teljes tömegközlekedési rendszer minden vonalára érvényesek. Kedvezményes jegyet vásárolhatnak a nyugdíjasok, a diákok és a fogyatékkal élők, a 68 év fölöttiek és a hét év alattiak pedig ingyen utazhatnak.